# Geelrugduiker
De geelrugduiker (Cephalophus silvicultor) is een zoogdier uit de familie van de holhoornigen (Bovidae). De wetenschappelijke naam van de soort werd voor het eerst geldig gepubliceerd door Afzelius in 1815.

## Kenmerken
Het dier heeft een donkere, grijsachtig bruine vacht met een lichtere kin en hals. De rug vertoont een opvallende geelachtige streep, die vanaf de schouders breed uitloopt naar het achterlichaam. Deze haren gaan bij dreigend gevaar overeind staan. De schofthoogte bedraagt ongeveer 80 cm.

## Verspreiding en leefgebied
Deze soort komt voor in het westelijk deel van Centraal-Afrika in dichte wouden.